# Guldgul lavspinnare
Guldgul lavspinnare (Eilema sororcula) är en fjärilsart som beskrevs av Hüfnagel 1767. Guldgul lavspinnare ingår i släktet Eilema och familjen björnspinnare. Arten är reproducerande i Sverige. Inga underarter finns listade i Catalogue of Life.

## Bildgalleri

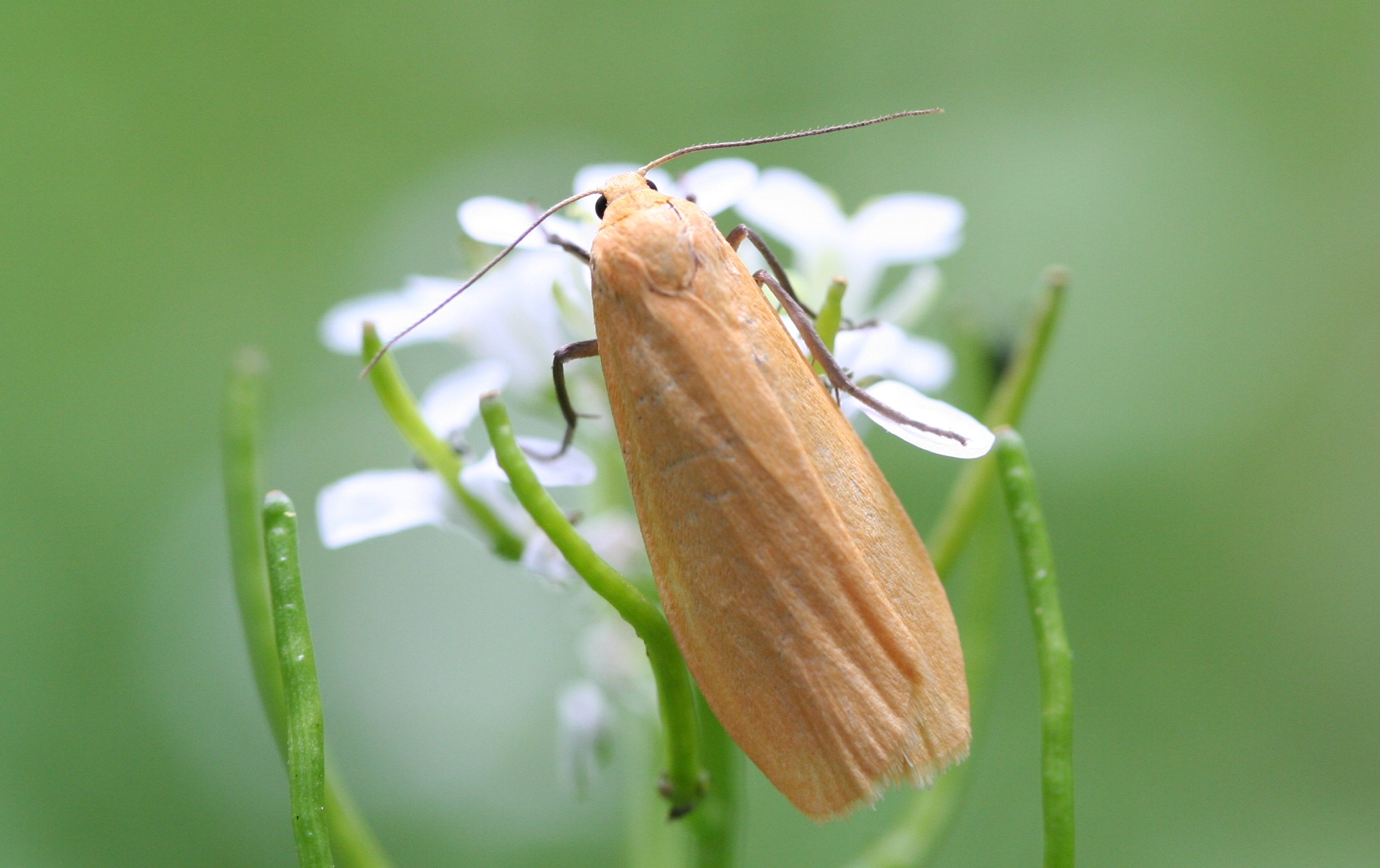
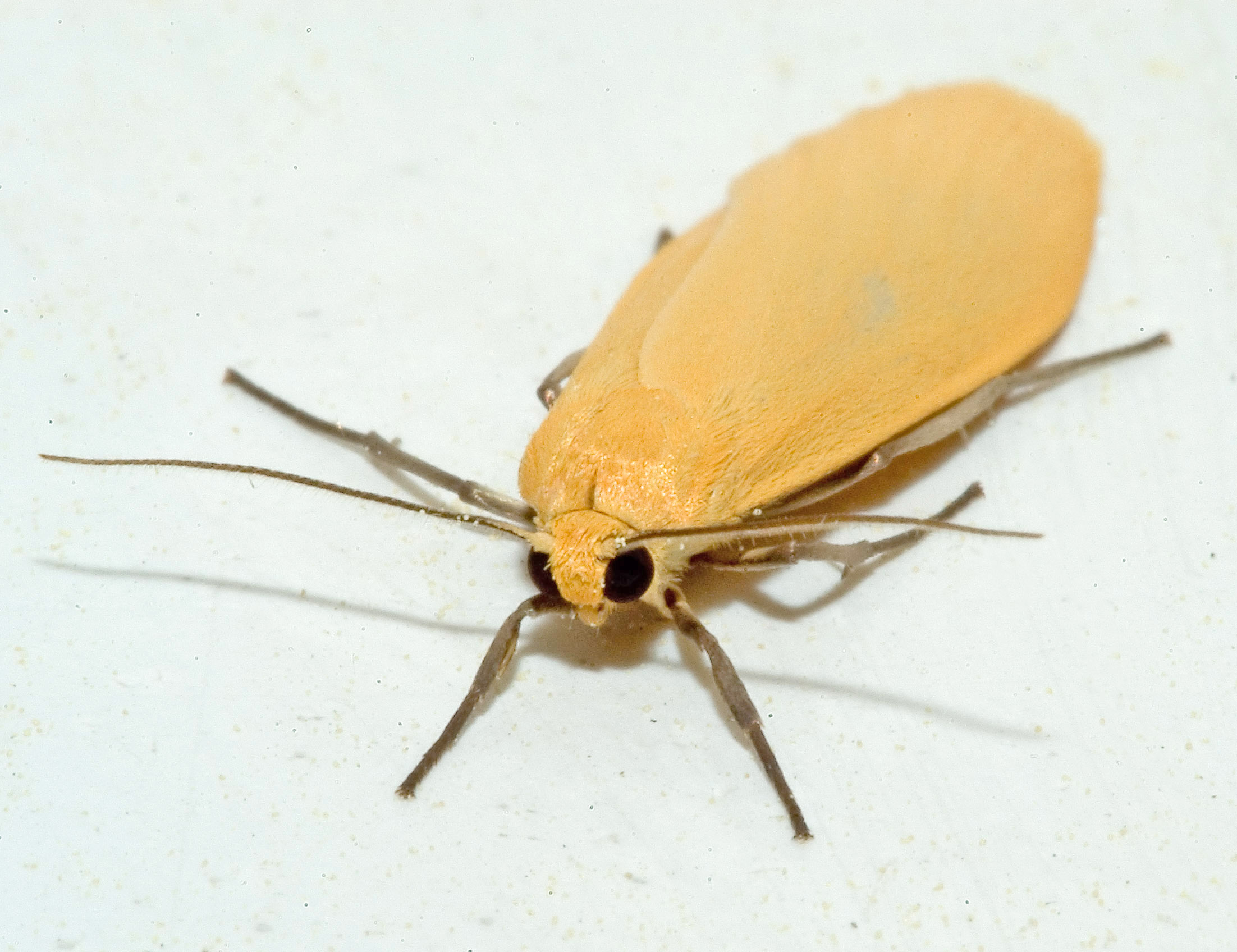
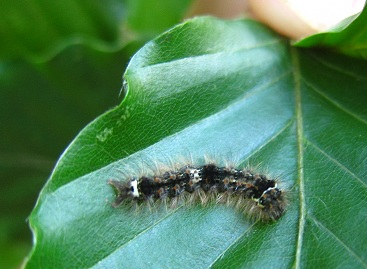
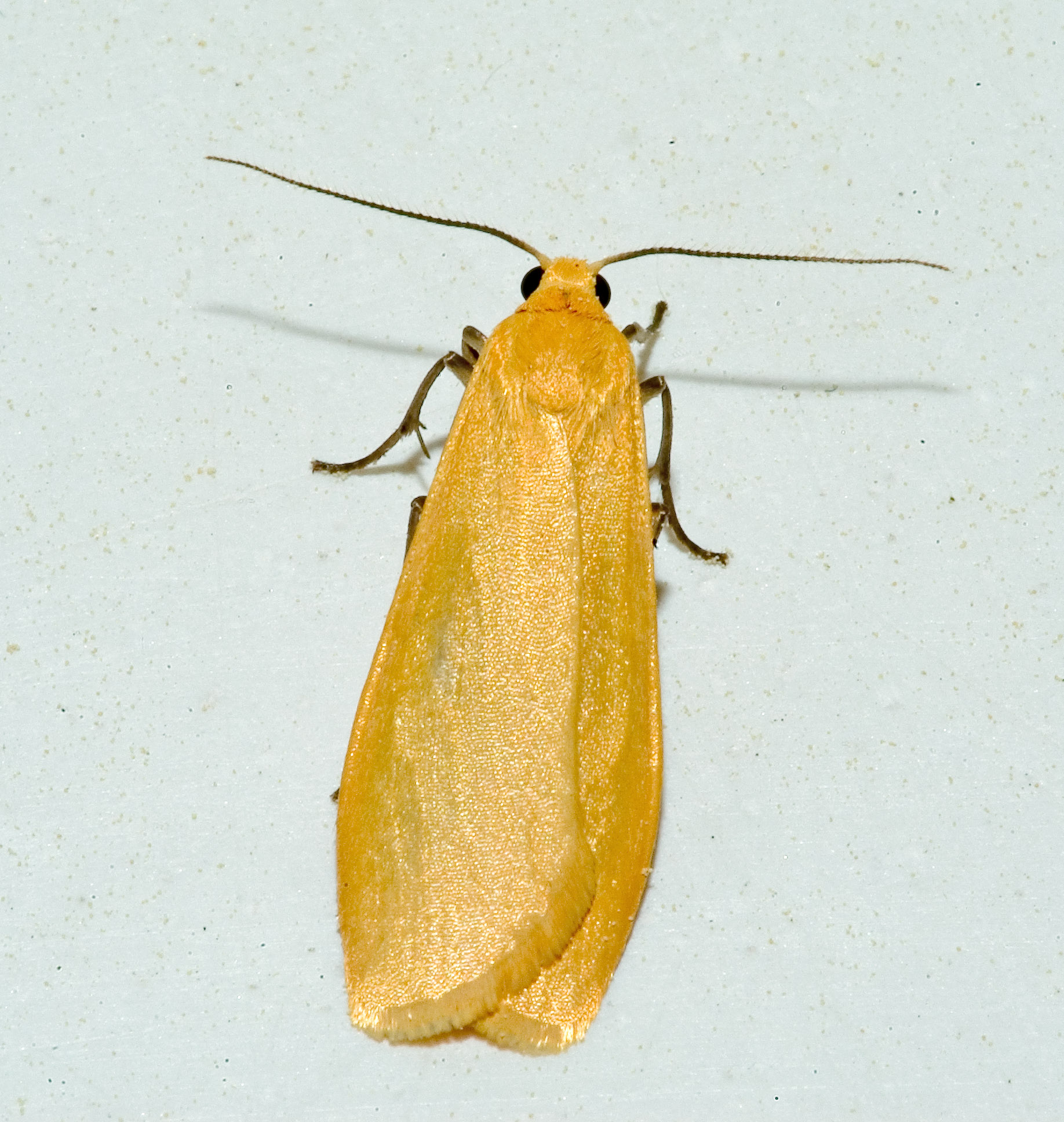